# Ulric de Ratisbonne

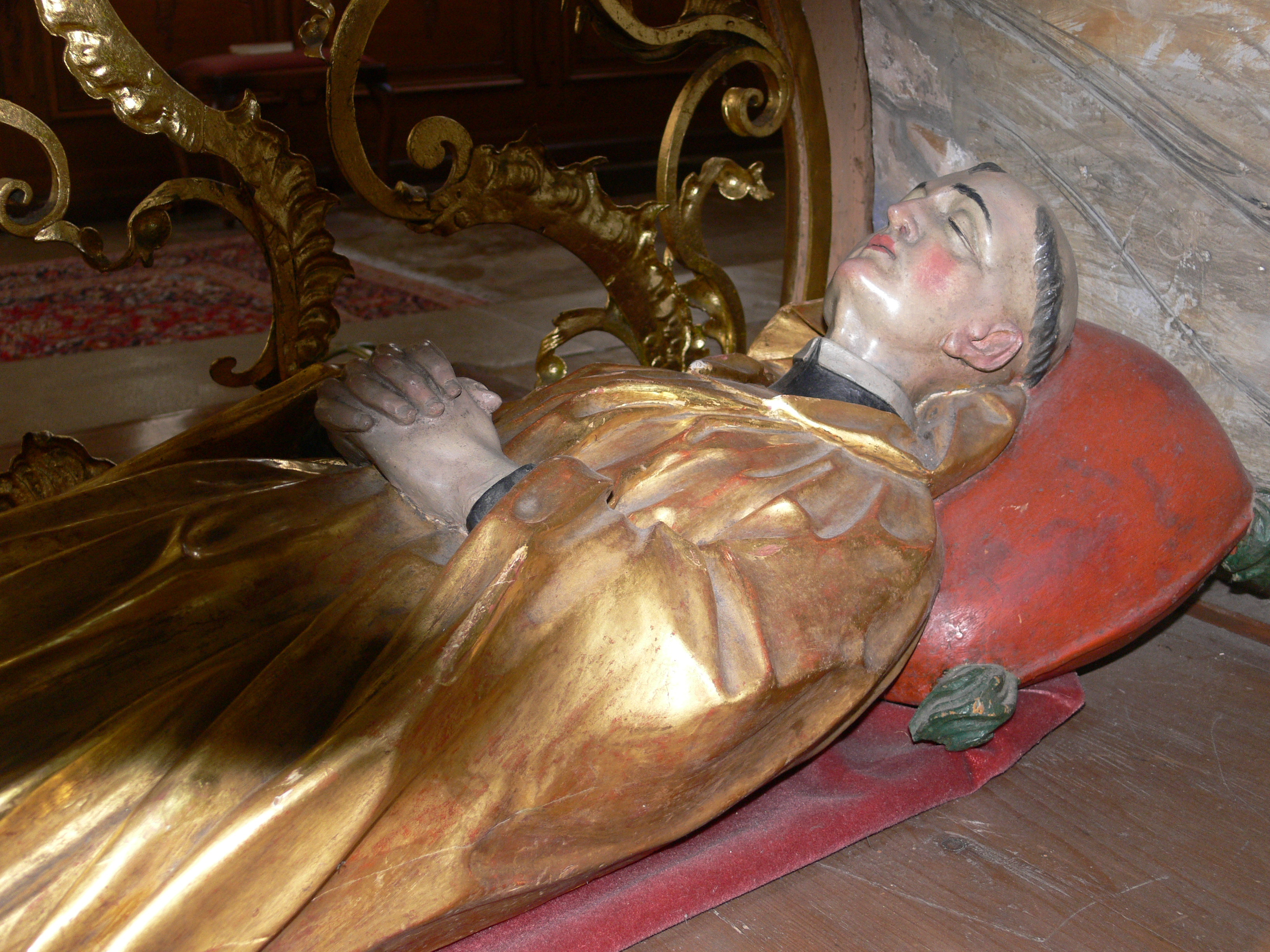
Vue du gisant de saint Ulric (XVIIIe siècle) au-dessus de sa tombe dans l'église de Saint-Ulric en Forêt Noire

Ulric de Ratisbonne, ou saint Ulric de Zell, (1029-1093) est un moine bénédictin et saint de l'Église catholique dont la fête est le 10 juillet.

## Biographie
Ulric naît à Ratisbonne vers 1029 dans une famille aisée, dont les parents se nomment Bernhold et Bucca. Cette dernière était la nièce de l'évêque de Ratisbonne, Gebhard II. Ulric est éduqué à l'école de l'abbaye Saint-Emmeran de Ratisbonne avec le futur abbé de l'abbaye de Hirsau, Guillaume (1030-1091), avec qui il restera ami toute sa vie. Cependant il doit rejoindre en tant que page en 1043 la Cour d'Henri III qui était son parrain. Ulric devient page de la reine Agnès, dont la famille protégeait les fondations de l'abbaye de Cluny.
Après son service à la Cour, Ulric est ordonné diacre par son oncle, évêque de Freising et devient ensuite archidiacre à la cathédrale de Freising. Il est vivement impressionné par la réforme clunisienne et décide de partir en pèlerinage pour Rome afin de voir plus clair dans sa vocation. Il distribue ses biens aux pauvres à son retour, puis se rend cette fois-ci plus loin encore, puisqu'il fait le pèlerinage de Terre sainte. Il retourne à Ratisbonne en passant par Rome, réunit des disciples, puis se rend à Cluny, où il prend l'habit en 1061 sous l'abbatiat de saint Hugues. Ulric est ordonné prêtre. Il devient directeur spirituel de la communauté de Mareigny, près d'Autun, puis le prieur ; mais il perd la vue d'un œil et doit retourner à Cluny.
Plus tard, Ulric devient prieur d'une communauté clunisienne à Payerne, mais il en est chassé par l'évêque, partisan de l'empereur Henri IV, pendant la Querelle des Investitures. Il retourne à Cluny, comme conseiller de l'abbé, puis décide en lien avec la communauté de réformer un autre prieuré à Rüeggisberg, près de Berne. Chargé ensuite d'inspecter un domaine donné aux moines, près de Breisach, il préfère un autre lieu situé à Zell en Forêt-Noire. Il y installe sa communauté en 1087, puis il crée vers 1090 le prieuré de Bollschweil (à l'époque Bolesweiler) pour des religieuses à quelques kilomètres. Il meurt à Zell, renommé ensuite Saint-Ulric en Forêt Noire, où il était devenu aveugle les deux dernières années de sa vie. 
Saint Ulric est l'auteur de trois traités, l'un de liturgie, l'autre de l'éducation des novices et le dernier de l'administration des prieurés clunisiens, regroupés dans Consuetudines Cluniacenses. Ils furent rédigés entre 1079 et 1082 à la demande de Guillaume de Hirsau.